# Blennidus vignai
Espèce
Blennidus vignai est une espèce de carabes de la sous-famille des Pterostichinae.

## Systématique
L'espèce Blennidus vignai a été décrite en 2005 par Pierre Moret (d).